# François Fouché
François Fouché  (né le 5 juin 1963 à Oberholzer) est un athlète sud-africain, spécialiste du saut en longueur. 

## Biographie
Il remporte la médaille d'argent lors des championnats d'Afrique de 1992, à Maurice, derrière le Nigérian Ayodele Aladefa. Il se classe par ailleurs huitième des championnats du monde 1993, à Stuttgart.
Son record personnel au saut en longueur, établi le 31 mars 1990 à Johannesbourg, est de 8,21 m.

### Palmarès
| Date | Compétition            | Lieu      | Résultat | Performance |
| ---- | ---------------------- | --------- | -------- | ----------- |
| 1992 | Championnats d'Afrique | Maurice   | 2e       | 7,91 m      |
| 1993 | Championnats du monde  | Stuttgart | 8e       | 7,93 m      |

### Records
| Épreuve          | Performance | Lieu          | Date         |
| ---------------- | ----------- | ------------- | ------------ |
| Saut en longueur | 8,21 m      | Johannesbourg | 31 mars 1990 |